# William Tyers
William Henry Tyers est un pianiste et compositeur américain de musique ragtime. Né dans l'État de Virginie en 1870, à la fin de la guerre de secession, il est célèbre pour ses compositions et ses arrangements (notamment "Harlem Rag" de Tom Turpin en 1899, et "The Sycamore" de Scott Joplin en 1910). Tyers décéda le 18 avril 1924 à New York. Il n'existe pas de photographie connue de William Tyers.

## Liste des compositions
- 1896 : Sambo - Characteristic Two Step MarchPanama (1910)
- 1896 : Trocha - A Cuban Dance
- 1896 : Cupid's Dance - Polka

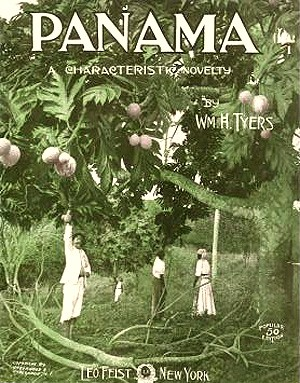
Panama (1910)

- 1897 : Forest and Stream - Polka or Two Step
- 1897 : Spring Songs - Waltzes
- 1898 : The Trail
- 1898 : Dance de Philippines
- 1898 : SCE
- 1899 : Aunt Mandy's Wedding - March & Cakewalk
- 1899 : The Barn Yard Shuffle - March & Cakewalk
- 1899 : The Trooper's Review
- 1899 : La Mariposa (The Butterfly) [aka Brazilian Butterfly]
- 1900 : Happy Hobo: March [avec David H. Ross]
- 1900 : The Trooper's Review
- 1900 : The Summer Moon (Entr'acte)
- 1901 : La Coqueta (The Coquette)
- 1901 : La Fiancée Waltzes
- 1902 : The Levee Rag
- 1902 : A Darktown Flirtation
- 1904 : Mockin' Bird Rube
- 1904 : The Squee Gee - A Characteristic Two Step March
- 1905 : A Fabian Romance
- 1906 : Meno d'Amour (Love's Menu)
- 1908 : Maori - A Samoan Dance
- 1910 : Smyrna - A Turkish Serenade
- 1910 : Panama - A Characteristic Novelty
- 1912 : Tout à Vous - Waltz
- 1913 : Maori - Samoan Song [avec Henry S. Creamer]
- 1915 : Admiration - Hawaiian Idyl
- 1915 : Mele Hula
- 1916 : Call of the Woods - Valse Descriptive
- 1918 : Universal Peace
- 1918 : Flames and Fancies - Reverie